# Vital Pessoa de Melo
Vital Maria Tavares Pessoa de Melo (Nascido em 24 de outubro de 1936 - Falecido em 18 de abril de 2010) foi arquiteto, professor de projeto arquitetônico da UFPE e membro do IPHAN. Estudou na Faculdade de Arquitetura, na antiga Universidade do Recife, formando-se em 1961.
Teve grande interesse pelas artes, principalmente as artes industriais, o que levou-o a desenvolver vários trabalhos com os artistas João Câmara, Anchizes Azevedo e Francisco Brennand.

## Biografia
Em conjunto com sua esposa, Myriam , estabeleceu escritório e foi responsável por criar obras de grande representatividade na arquitetura pernambucana, podendo-se citar a Residência Emir Glasner, o Edifício Sahara, o Edifício Jean Mermoz e a CELPE (Em parceria com o também professor arquiteto Reginaldo Esteves).

## Obra
Vital teve uma grande preocupação com os detalhes e acabamentos, preservando sempre a honestidade e expressão plástica dos materiais. Seus projetos tinham também uma preocupação com a questão do clima da região Nordeste do Brasil, sempre buscou a máxima eficiência climática, preocupando-se com a proteção do sol e a circulação dos ventos. O arquiteto recebeu uma forte influência da geometrização racional em seus desenhos, Vital criou volumes puros, cortados, com saques, sempre buscando aliar a arquitetura aos processos artísticos.